# La Haye Sainte

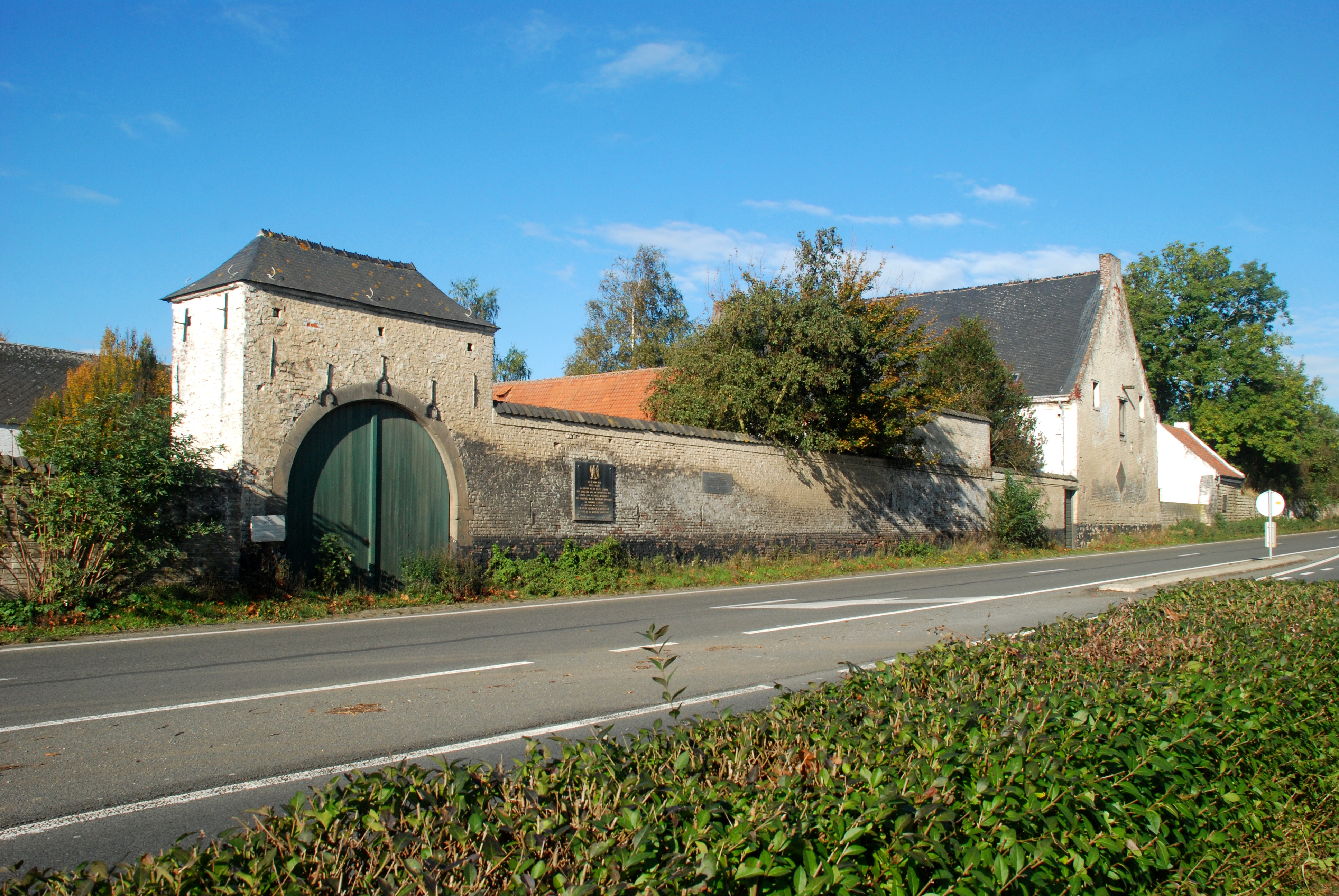
La Haye Sainte

La Haye Sainte is een typische vierhoekige Brabantse boerderij die een belangrijke rol speelde tijdens de Slag bij Waterloo op 18 juni 1815. De boerderij met een centrale binnenplaats ligt in Lasne, op de weg van Charleroi naar Brussel, aan de voet van een kleine heuvel. De weg leidt van La Belle Alliance (waar het hoofdkwartier van Napoleon die ochtend was) door het centrum van het Franse bataljon, tot op het knooppunt van de heuvelrug en vervolgens naar Brussel. De hertog van Wellington plaatste de meerheid van zijn troepen aan weerszijden van de weg achter de heuvel. De helling hield hen uit het zicht van de Fransen.

## Verdediging van de hoeve door Majoor George Baring
Tijdens de nacht van 17 op 18 juni werd de toegangsdeur naar de binnenplaats van de hoeve door de bezette troepen gebruikt als brandhout. Zo werd die ochtend het King's German Legion (KGL) bij aankomst, onder begeleiding van majoor George Baring verplicht om tijdens die strijd overhaast de deur te herstellen en versterking aan te vragen. Er werd versterking gevraagd aan het 2de Light bataljon van het King's German Legion en aan het 1ste Light Bataljon (KGL) onder majoor Dietrich Wilhelm Stolte. De 1ste Light bataljon van de KGL werd ondersteund door 1/2 Nassau Regiment en de Light Company van het 5de linie van het bataljon KGL. Het merendeel van dit samen gevormde leger was uitgerust met een Baker rifle in tegenstelling tot het Britse leger, dat was uitgerust met de Brown Bess musket.

## Eerbetoon

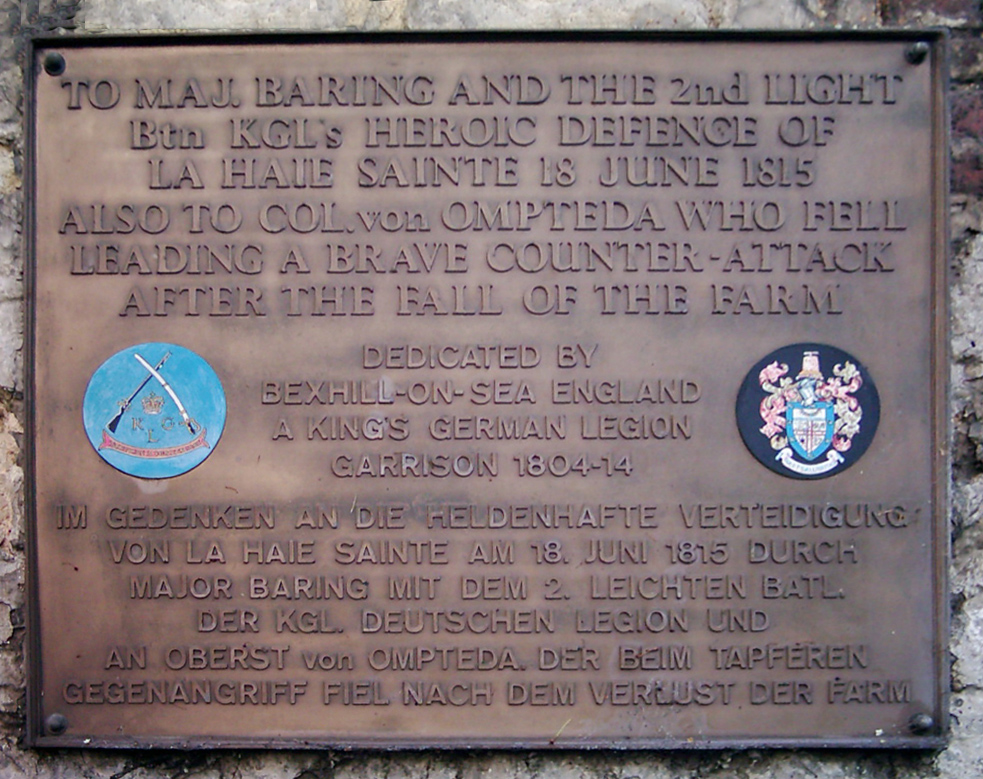
Huldigingsplaat aan de KGL

Op 15 december 1970 werd de boerderij geclassificeerd als historisch monument. Vandaag de dag is La Haye Sainte bewoond door een particulier. Op de buitenmuren van de hoeve bevinden zich vier huldigingsplaten in metaal.
Huldiging aan de officieren van het KGLDe oudste, grootste en ruitvormige plaat ter herinnering aan de officieren van het KGL. Deze werd gerestaureerd 18 juni 1847 onder toezicht van prins George van Hannover.
Huldiging aan majoor Baring en kolonel von OmptedaDe tweede huldigingsplaat siert de muur van een klein bijgebouw ten noorden van het hoofdgebouw. Deze werd opgedragen aan de stad van Bexhill-on-Sea die dienstdeed als garnizoensstad van de KGL van 1804 tot 1814. Ze brengt hulde aan de heldhaftige verdediging van de hoeve door majoor George Baring en het 2de Light bataljon van de KGL.
Huldiging aan de verovering van de hoeve en maarschalk NeyDe derde huldigingsplaat hangt aan de rechterkant van de boerderij en werd door de fondation Napoleon geschonken. Ze brengt eerbetoon aan de verovering van de boerderij en maarschalk Ney. De adelaar die zich op het monument bevindt is in het jaartal 2011 ontnomen.
Huldiging aan de Franse soldatenDe vierde plaat is in 1965 gemonteerd door schenking van la société belge d'études napolièniennes die eerbetoon brengt aan de gesneuvelde Franse soldaten die de boerderij verdedigden.

## Monument Hanovriens
Tegenover de boerderij werd het monument des hanovriens geplaatst. Dit is de plaats waar vermoedelijk veel lichamen werden begraven (4000-tal lichamen) tijdens de Slag bij Waterloo. Dit monument is opgericht in 1818 door officieren ter herinnering aan de gesneuvelde soldaten van de KGL.